# Taddeo Orlando
Taddeo Orlando (Gaeta, 23 giugno 1885 – Roma, 1º settembre 1950) è stato un generale e politico italiano, che dopo aver partecipato alla guerra italo-turca e alla prima guerra mondiale, nel corso delle quali fu insignito di una Medaglia d'argento e due di bronzo al valor militare, durante la seconda guerra mondiale fu comandante della 21ª Divisione fanteria "Granatieri di Sardegna", e poi del XXXI Corpo d'armata e del XX Corpo d'armata. Caduto prigioniero di guerra in Tunisia nel maggio 1943, fu rimpatriato dopo la firma dell'armistizio dell'8 settembre successivo. Ricoprì l'incarico di sottosegretario e poi di ministro della guerra nei governi Badoglio I e II, e successivamente quello di Comandante Generale dell'Arma dei Carabinieri.

## Biografia
Nacque a Gaeta il 23 giugno 1885. Frequentò il Collegio militare della Nunziatella di Napoli e quindi l'Regia Accademia Militare di Artiglieria e Genio di Torino. Nominato sottotenente nel 1906 e promosso tenente nel 1908, e prende parte alla guerra italo-turca (1911-1912) dove si distingue venendo decorato con una Medaglia di bronzo al valor militare. Frequentò poi la Scuola di guerra dell'esercito dal 1912 al 1914 e in seguito partecipò alla prima guerra mondiale prestando servizio in una batteria di artiglieria d'armata, e poi servizio di Stato maggiore presso comandi di alto livello. Promosso tenente colonnello nell'ottobre del 1918, al termine del conflitto risultava decorato con una Medaglia d'argento e una seconda Medaglia di bronzo al valor militare. Nel 1919 venne trasferito presso lo Stato maggiore del Regio Esercito dove ricoprì anche le funzioni di direttore capo divisione. 

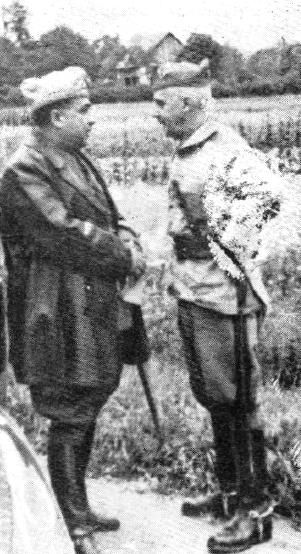
Taddeo Orlando e Mario Robotti

Promosso colonnello il 20 novembre 1930, nel corso del 1936 fu destinato ad operare in Tripolitania, dove ricoprì l'incarico di comandante dell'artiglieria della zona. Promosso generale di brigata il 1º luglio 1937 prestò servizio presso il Ministero dell'Africa Italiana, assumendo il comandò l'artiglieria del XX Corpo d'armata di stanza in Libia nel settembre dello stesso anno. Tra il giugno 1938 e il novembre 1939 fu Capo di stato maggiore della 3ª Armata, e poi Sottocapo di stato maggiore per le operazioni presso lo Stato maggiore del Regio Esercito. Promosso generale di divisione il 1º gennaio dell'anno seguente, assunse il 1º aprile l'incarico di comandante della 21ª Divisione fanteria "Granatieri di Sardegna",.
Con lo scoppio della seconda guerra mondiale prese parte alla campagna di Jugoslavia, e si distinse successivamente in Slovenia nella repressione dell'attività partigiana sul Fronte jugoslavo. Rimase al comando della divisione, fino al 13 novembre 1942 quando rimpatriò per divenire poi comandante del XXXI Corpo d'armata a Catanzaro.

Taddeo Orlando, Emilio Grazioli, Mario Robotti durante un corteo a Lubiana

Il gorno 8 febbraio 1943 fu inviato in Tunisia per assumere il comando del XX Corpo d'armata, operante in seno alla 1ª Armata del generale Giovanni Messe, venendo promosso generale di corpo d'armata per merito di guerra il 13 maggio dello stesso anno. Dopo la resa delle forze dell'Asse in Africa settentrionale, fu trasferito in Inghilterra come prigioniero di guerra. 
Rimpatriato in Italia nel novembre successivo perché richiesto dal Regno del Sud, il giorno sedici dello stesso mese fu nominato Sottosegretario di stato al Ministero della guerra nel primo Governo Badoglio, carica che ricoprì fino al 12 febbraio 1944, quando fu nominato Ministro della guerra, incarico senza interruzioni anche nel secondo gabinetto Badoglio, fino al 18 giugno 1944. Caduto l'esecutivo, il 20 di luglio del 1944 assunse la prestigiosa carica di Comandante generale dell'Arma dei carabinieri.
Lasciò tale incarico il 6 marzo 1945 in seguito alla polemiche sorte per la fuga del generale Mario Roatta, già suo comandante di armata in Slovenia nel 1942, e per la richiesta presentata dal governo jugoslavo per la sua estradizione in relazione a presunti crimini di guerra da lui compiuti in Slovenia.
In seguito ricoprì la carica di Segretario generale del Ministero della difesa. Nelle sue memorie, pubblicate a Roma nel 1946 col titolo di Vittoria di un popolo dall'editrice Corso, non vi è traccia del suo ruolo nella guerra di repressione della resistenza jugoslava dopodiché racconta le sue vicende in Tunisia, in prigionia in Gran Bretagna e quindi di nuovo in Italia, nella ricostruzione dell'esercito italiano.
Il suo nome figura nell'elenco CROWCASS (Central Registry of War Criminals and Security Suspects), compilato nel 1947 dagli Alleati anglo-americani, delle persone ricercate dalla Jugoslavia per crimini di guerra.

## Pubblicazioni
- Vittoria di un popolo. Dalla Campagna di Tunisia alla guerra di liberazione, Casa editrice libraria Corso, Roma, 1946.

### Annotazioni
1. ↑  Non a caso la narrazione comincia nell'autunno 1942 quando, tornato dalla Slovenia, comandava il XXXI Corpo d'armata in Calabria.

### Fonti
1. 1 2 3 4 5 6 7 8 9 10 11 12 13  Generals.
2. ↑  Filippo Stefani, La storia della dottrina e degli ordinamenti dell'Esercito italiano, Stato maggiore dell'Esercito, Ufficio storico, Roma, 1984.
3. ↑  Del Boca 2010, p. 111.
4. ↑  Osti Guerrazzi 2013, p. 27.
5. ↑  Osti Guerrazzi 2013, p. 127.
6. ↑  Gazzetta Ufficiale del Regno d'Italia  serie speciale n.7, Salerno, mercoledì 16 febbraio 1944.
7. ↑  Osti Guerrazzi 2013, p. 151.
8. ↑  (Name) ORLANDO Taddeo - (C.R. File Number) 148664 - (Rank Occupation Unit Place and Date of Crime) General, "Granatieri di Sardegna" Div., XI Army Corps (Yugo.) 43 - (Reason Wanted) Murder - (Wanted by) Yugo.. In: The Central Registry of War Criminals and Security Suspects, Consolidated Wanted Lists, Part 2 - Non-Germans only (March 1947), Naval & University Press, facsimile edition of the original document, Uckfield 2005, p. 68
9. 1 2  Sito ufficiale del Quirinale.
10. ↑  Bollettino Ufficiale 8 maggio 1943, dispensa 41ª, registrato alla Corte dei Conti il 29 aprile 1943, registro 15, foglio 100.